# Street dance
Street dance или уличне игре је термин који служи да опише играчке стилове који су се развијали ван играчких студија - на улици, у школском дворишту и ноћним клубовима. Те игре су често импровизационог карактера.
Street dance је такође општи назив који је коришћен за многе хип хоп игре и фанк играчке стилове који су почели да се појављују у Америци 1970-их година и још живе и развијају се унутар хип хоп културе, као што је breakdance, poping  (попинг), locking  (локинг), hip hop new style (нови стил). Многи street dance стилови су афроамеричке игре, које су се први пут појавиле унутар афроамеричке заједнице.
Ове игре су веома популарне и данас се вежбају у оквиру играчких студија и слободно уређеним просторијама (школама, школским двориштима). Неке школе користе street dance као облик физичке едукације.

## Импровизација
За разлику од других играчких форми, већина уличних игара подстиче индивидуалност и оригиналност. Играчи интерпретирају постојеће кораке слободно и чак измишљају нове, стварајући свој сопствени стил. Импровизација је суштина већине уличних игара, а поред ње, ту је и учење кореографије које је већином помешано са импровизацијом. У играчкој импровизацији није све у стварању нових корака, већ се ради о ослобађању тела од навикнутих играчких образаца. На пример, играч и кореограф Мајкл Џексон инсистирао је на томе да плес из спота Billie Jean сваки пут одигра на другачији начин.
Генерално, street dance је заснован на јединственом стилу или осећају који се изражава кроз игру, који је обично везан за одређени жанр музике. Нови покрети се развијају базирани на овом осећају и ако осећај почиње да се мења, могуће је да ће то дати нову играчку форму.

## Надметање
Многе уличне игре повлаче са собом неку врсту „борбе“ или „битке“ (енгл. battles), где појединци или групе људи (енгл. crews – екипа, посада у хип хоп контексту) играју једни против других, а око њих је присутна маса људи која навија. Битке се одвијају у замишљеном кругу, најчешће на улици или у дворишту, где играчи један по један улазе у замишљени круг и изводе своју кореографију. Само један играч наступа, изузев кад људи из исте групе наступају кореографисано. Постоје одређени изузеци, као што је uprocking, где су играчи окренути један према другом, играју симултано и на тај начин се „суочавају“. Битке су врло импровизационог карактера и победници су најчешће они који се најбоље прилагоде музици. Борбе су врло енергичне и већина играча их сматра важним, јер се овом приликом исказује поштовање према другим играчима. Нови улични стилови се појављују као даља инспирација хип хопа и његове музике. Krumping, који је фокусиран на високо енергичне битке и покрете, пример је таквог стила који је тек од скоро познат публици.
Неке карактеристике street dance-a су се помешале са другим традиционалним играчким формама, стварајући стилове као што је street-jazz, хибрид модерног хип хоп стила и џез игре. Овакви стилови су генерално фокусирани више на кореографију и извођење, а мање на импровизацију и битке, и нису увек сматране чистом уличном игром.

## Такмичења
Данас су озбиљна street dance такмичења све популарнија, а известан број великих годишњих међународних догађаја се одржава широм света. Најпознатији су Battle of the Year и Juste Debout.